# Quarter Pounder
Quarter Pounder er en af McDonald's burgere. Den består af en todelt hvedebolle med sesam, heri sennep, ketchup, grofthakkede løg, pickles og en 110g stor bøf af 100% oksekød.
Navnet kommer af vægten på bøffen der svarer til et kvart pund: A quarter pound. I nogle sydeuropæiske lande kaldes Quarter Pounder for Royal.
Sandwichen indgår som en del af McDonald's kerneprodukter.